# Împăratul Taizu al Songului
Zhao Kuangyin (趙匡胤) (n. 21 martie 927 d.Hr., Later Tang dynasty⁠(d) – d. 14 noiembrie 976 d.Hr., Kaifeng, Republica Populară Chineză), de asemenea, cunoscut și cu numele de Templu Taizu (太祖), a fost împăratul fondator al dinastiei imperiale Chineze Song, domnind din anul 960 până la moartea sa. Un distins general militar sub dinastia Zhou târzie, a venit la putere prin organizarea unei lovituri de stat și forțând pe tânărul împărat Gong al Zhoului târziu să abdice. 
În timpul domniei sale a cucerit statele Tang de Sud, Shu târziu, Han de Sud și Jingnan, reunificând astfel cea mai mare parte din China propriu-zisă, încheind efectiv tumultuoasa perioadă a celor Cinci Dinastii și Zece Regate. Pentru a întări controlul său, el a diminuat puterea militarilor generali, bazându-si administrarea dinastiei pe oficialii civili. El a fost succedat de împăratul Taizong, fratele său mai mic.

## Genealogie
- Împărătesa Xiaohui, din clanul  He (孝惠皇后 賀氏; 929–958)
  - Zhao Dexiu, Prințul Teng (滕王 趙德秀), primul fiu
  - Zhao Dezhao, Prințul Yanyi (燕懿王 趙德昭; 951–979), al doilea fiu
  - Zhao Delin, Prințul Shu (舒王 趙德林), al treilea fiu
  - Prințesa Xiansu (賢肅帝姬; d. 1008), prima fiică
    - S-a căsătorit cu Married Wang Chengyan (王承衍) în 970

  - Prințesa Xianjing (賢靖帝姬; d. 1009), a doua fiică
    - S-a căsătorit Shi Baoji (石保吉) in 972
- Împărăteasa Xiaoming,din clanul Wang (孝明皇后 王氏; 942–964)
  - Zhao Defang, Prințul Qinkanghui (秦康惠王 趙德芳; 959–981), al patrulea fiu
  - o fiică
  - o fiică
- Împărăteasa Xiaozhang,din clanul Song  (孝章皇后 宋氏; 952–995)
- Necunoscut:
  - Prințesa Xianhui (賢惠帝姬; d. 999)
  - Prințesa Anhui (安惠帝姬)
  - Prințesa Xianhui (顯惠帝姬)
  - Prințesa Xuanhui (宣惠帝姬)

## Literatură
- Jacques Gernet: Die chinesische Welt. Die Geschichte Chinas von den Anfängen bis zur Jetztzeit (= Suhrkamp-Taschenbuch. 1505). 1. Auflage, Nachdruck. Suhrkamp, Frankfurt am Main 1997, ISBN 3-518-38005-2.
- Roland Habersetzer: Bubishi. An der Quelle des Karatedô. 3., erweiterte Auflage. Palisander, Chemnitz 2009, ISBN 978-3-938305-00-3 (Mit einer Analyse der „32 Formen des Kaisers Song Taizu“ (die ursprünglichen Techniken des Tàizǔ Chángquán) durch die Kampfkunstexperten Ōtsuka Tadahiko und Maik Albrecht).
- Denis Twitchett, Paul Jakov Smith (Hrsg.): The Sung Dynasty and its Precursors, 907–1279 (= The Cambridge History of China. Bd. 5, Tl. 1). Teil 1. Cambridge University Press, Cambridge u. a. 2009, ISBN 978-0-521-81248-1.